# Justicia riedeliana
Justicia riedeliana är en akantusväxtart som först beskrevs av Christian Gottfried Daniel Nees von Esenbeck, och fick sitt nu gällande namn av V.A.W. Graham. Justicia riedeliana ingår i släktet Justicia och familjen akantusväxter. Inga underarter finns listade i Catalogue of Life.